# دائرة بودواو
دائرة بودواو هي دائرة في ولاية بومرداس وعاصمتها هي بودواو.
تقع بين بلديتي الرغاية بالجزائر العاصمة وبلدية قورصو وتبعد عن ولاية الجزائر ب 1كلم....في وقت الاستعمار الفرنسي كانت تسمى Alma ثم سميت بوضواو والان تسمى بودواو.[بحاجة لمصدر]
وهي بدورها تضم بلديات:
- بودواو
- قدارة
- بودواو البحري
- الخروبة
- أولاد هداج

## الوديان
يتضمن إقليم هذه الدائرة العديد من الوديان منها:
- وادي بودواو
- وادي قورصو

## الملاعب
يضم إقليم هذه الدائرة العديد من ملاعب كرة القدم، منها:
1. ملعب أولاد هداج (الإحداثيات: )
2. ملعب بودواو [الفرنسية] (الإحداثيات: )
3. ملعب بودواو البحري (الإحداثيات: )
4. ملعب خروبة (الإحداثيات: )
5. ملعب قدارة (الإحداثيات: )

## مواضيع ذات صلة
- دوائر ولاية بومرداس
- بلديات ولاية بومرداس